# Fayet (Aisne)
Fayet település Franciaországban, Aisne megyében. Lakosainak száma 711 fő (2022. január 1.). Fayet Francilly-Selency, Gricourt, Lehaucourt, Omissy és Saint-Quentin községekkel határos.

## Népesség
A település népességének változása:
| Lakosok száma | 361  | 586  | 582  | 538  | 680  | 675  | 654  | 680  | 684  | 711  |
|               | 1968 | 1982 | 1990 | 2006 | 2013 | 2015 | 2017 | 2019 | 2020 | 2022 |